# Oscarverleihung 1966
Übersicht aller ausgezeichneten Filme

◄◄ | ◄ | 1962 | 1963 | 1964 | 1965 | Oscarverleihung 1966 | 1967 | 1968 | 1969 | 1970 | ► | ►►

Weitere Ereignisse
Die Oscarverleihung 1966 fand am 18. April 1966 im Santa Monica Civic Auditorium in Santa Monica statt. Es waren die 38th Annual Academy Awards. Im Jahr der Auszeichnung werden immer Filme des vergangenen Jahres ausgezeichnet, in diesem Fall also die Filme des Jahres 1965.
Diese Oscarverleihung 1966 war die erste Verleihung, die in Farbe ausgestrahlt wurde.
| Film                                     | N  | A |
| ---------------------------------------- | -- | - |
| Doktor Schiwago                          | 10 | 5 |
| Meine Lieder – meine Träume              | 10 | 5 |
| Das Narrenschiff                         | 8  | 2 |
| Darling                                  | 5  | 3 |
| Das große Rennen rund um die Welt        | 5  | 1 |
| Die größte Geschichte aller Zeiten       | 5  | 0 |
| Michelangelo – Inferno und Ekstase       | 5  | 0 |
| Träumende Lippen                         | 5  | 1 |
| Cat Ballou – Hängen sollst du in Wyoming | 4  | 1 |
| Othello                                  | 4  | 0 |
| Die Regenschirme von Cherbourg           | 4  | 0 |
| Tausend Clowns                           | 4  | 1 |
| Der Fänger                               | 3  | 0 |
| Verdammte, süße Welt                     | 3  | 0 |
| Der Flug des Phoenix                     | 2  | 0 |
| Morituri                                 | 2  | 0 |
| Sie nannten ihn King                     | 2  | 0 |
| Der Spion, der aus der Kälte kam         | 2  | 0 |
| Stimme am Telefon                        | 2  | 0 |

## Moderation
Bob Hope führte als Moderator durch die Oscarverleihung. 

## Gewinner und Nominierungen

### Bester Film
präsentiert von Jack Lemmon
Meine Lieder – meine Träume (The Sound of Music) – Robert Wise
Darling – Joseph Janni
Doktor Schiwago (Doctor Zhivago) – Carlo Ponti
Das Narrenschiff (Ship of Fools) – Stanley Kramer
Tausend Clowns (A Thousand Clowns) – Fred Coe

### Beste Regie
präsentiert von Shirley MacLaine
Robert Wise – Meine Lieder – meine Träume (The Sound of Music)
David Lean – Doktor Schiwago (Doctor Zhivago)
John Schlesinger – Darling
Hiroshi Teshigahara – Die Frau in den Dünen (Suna no onna)
William Wyler – Der Fänger (The Collector)

### Bester Hauptdarsteller
präsentiert von Julie Andrews
Lee Marvin – Cat Ballou – Hängen sollst du in Wyoming (Cat Ballou)
Richard Burton – Der Spion, der aus der Kälte kam (The Spy Who Came in from the Cold)
Laurence Olivier – Othello
Rod Steiger – Der Pfandleiher (The Pawnbroker)
Oskar Werner – Das Narrenschiff (Ship of Fools)

### Beste Hauptdarstellerin
präsentiert von Rex Harrison
Julie Christie – Darling
Julie Andrews – Meine Lieder – meine Träume (The Sound of Music)
Samantha Eggar – Der Fänger (The Collector)
Elizabeth Hartman – Träumende Lippen (A Patch of Blue)
Simone Signoret – Das Narrenschiff (Ship of Fools)

### Bester Nebendarsteller
präsentiert von Lila Kedrova
Martin Balsam – Tausend Clowns (A Thousand Clowns)
Ian Bannen – Der Flug des Phoenix (The Flight of the Phoenix)
Tom Courtenay – Doktor Schiwago (Doctor Zhivago)
Michael Dunn – Das Narrenschiff (Ship of Fools)
Frank Finlay – Othello

### Beste Nebendarstellerin
präsentiert von Peter Ustinov
Shelley Winters – Träumende Lippen (A Patch of Blue)
Ruth Gordon – Verdammte, süße Welt (Inside Daisy Clover)
Joyce Redman – Othello
Maggie Smith – Othello
Peggy Wood – Meine Lieder – meine Träume (The Sound of Music)

### Bestes Originaldrehbuch
präsentiert von George Peppard und Joanne Woodward
Frederic Raphael – Darling
Ken Annakin, Jack Davies – Die tollkühnen Männer in ihren fliegenden Kisten (Those Magnificent Men in Their Flying Machines)
Suso Cecchi D’Amico, Tonino Guerra, Agenore Incrocci, Mario Monicelli, Giorgio Salvioni, Furio Scarpelli – Casanova ’70
Franklin Coen, Frank Davis – Der Zug (The Train)
Jacques Demy – Die Regenschirme von Cherbourg (Les Parapluies de Cherbourg)

### Bestes adaptiertes Drehbuch
präsentiert von George Peppard und Joanne Woodward
Robert Bolt – Doktor Schiwago (Doctor Zhivago)
Herb Gardner – Tausend Clowns (A Thousand Clowns)
John Kohn, Stanley Mann – Der Fänger (The Collector)
Abby Mann – Das Narrenschiff (Ship of Fools)
Walter Newman, Frank Pierson – Cat Ballou – Hängen sollst du in Wyoming (Cat Ballou)

### Beste Kamera (Schwarzweißfilm)
präsentiert von Richard Johnson und Kim Novak
Ernest Laszlo – Das Narrenschiff (Ship of Fools)
Robert Burks – Träumende Lippen (A Patch of Blue)
Loyal Griggs – Erster Sieg (In Harm's Way)
Burnett Guffey – Sie nannten ihn King (King Rat)
Conrad L. Hall – Morituri

### Beste Kamera (Farbfilm)
präsentiert von Richard Johnson und Kim Novak
Freddie Young – Doktor Schiwago (Doctor Zhivago)
Loyal Griggs, William C. Mellor – Die größte Geschichte aller Zeiten (The Greatest Story Ever Told)
Russell Harlan – Das große Rennen rund um die Welt (The Great Race)
Ted McCord – Meine Lieder – meine Träume (The Sound of Music)
Leon Shamroy – Michelangelo – Inferno und Ekstase (The Agony and the Ecstasy)

### Bestes Szenenbild (Schwarzweißfilm)
präsentiert von Warren Beatty und Debbie Reynolds
Robert Clatworthy, Joseph Kish – Das Narrenschiff (Ship of Fools)
Robert R. Benton, Joseph Kish, Hal Pereira, Jack Poplin – Stimme am Telefon (The Slender Thread)
George W. Davis, Henry Grace, Urie McCleary, Charles S. Thompson – Träumende Lippen (A Patch of Blue)
Tambi Larsen, Josie MacAvin, Ted Marshall, Hal Pereira – Der Spion, der aus der Kälte kam (The Spy Who Came in from the Cold)
Robert Emmet Smith, Frank A. Tuttle – Sie nannten ihn King (King Rat)

### Bestes Szenenbild (Farbfilm)
präsentiert von Warren Beatty und Debbie Reynolds
John Box, Terence Marsh, Dario Simoni – Doktor Schiwago (Doctor Zhivago)
Robert Clatworthy, George James Hopkins – Verdammte, süße Welt (Inside Daisy Clover)
William J. Creber, Richard Day, David S. Hall, Fred M. MacLean, Ray Moyer, Norman Rockett – Die größte Geschichte aller Zeiten (The Greatest Story Ever Told)
John DeCuir, Dario Simoni, Jack Martin Smith – Michelangelo – Inferno und Ekstase (The Agony and the Ecstasy)
Boris Leven, Ruby R. Levitt, Walter M. Scott – Meine Lieder – meine Träume (The Sound of Music)

### Bestes Kostümdesign (Schwarzweißfilm)
präsentiert von Lana Turner
Julie Harris – Darling
Edith Head – Stimme am Telefon (The Slender Thread)
Jean Louis, Bill Thomas – Das Narrenschiff (Ship of Fools)
Moss Mabry – Morituri
Howard Shoup – Nymphomania (A Rage to Live)

### Bestes Kostümdesign (Farbfilm)
präsentiert von Lana Turner
Phyllis Dalton – Doktor Schiwago (Doctor Zhivago)
Marjorie Best, Vittorio Nino Novarese – Die größte Geschichte aller Zeiten (The Greatest Story Ever Told)
Edith Head, Bill Thomas – Verdammte, süße Welt (Inside Daisy Clover)
Dorothy Jeakins – Meine Lieder – meine Träume (The Sound of Music)
Vittorio Nino Novarese – Michelangelo – Inferno und Ekstase (The Agony and the Ecstasy)

### Beste Originalfilmmusik
präsentiert von James Coburn und Virna Lisi
Maurice Jarre – Doktor Schiwago (Doctor Zhivago)
Jacques Demy, Michel Legrand – Die Regenschirme von Cherbourg (Les Parapluies de Cherbourg)
Jerry Goldsmith – Träumende Lippen (A Patch of Blue)
Alfred Newman – Die größte Geschichte aller Zeiten (The Greatest Story Ever Told)
Alex North – Michelangelo – Inferno und Ekstase (The Agony and the Ecstasy)

### Beste adaptierte Filmmusik
präsentiert von James Coburn und Virna Lisi
Irwin Kostal – Meine Lieder – meine Träume (The Sound of Music)
Alexander Courage, Lionel Newman – Drei Mädchen in Madrid (The Pleasure Seekers)
Frank De Vol – Cat Ballou – Hängen sollst du in Wyoming (Cat Ballou)
Michel Legrand – Die Regenschirme von Cherbourg (Les Parapluies de Cherbourg)
Don Walker – Tausend Clowns (A Thousand Clowns)

### Bester Song
präsentiert von Natalie Wood
„The Shadow of Your Smile“ aus … die alles begehren (The Sandpiper) – Johnny Mandel, Paul Francis Webster
„The Ballad of Cat Ballou“ aus Cat Ballou – Hängen sollst du in Wyoming (Cat Ballou) – Mack David, Jerry Livingston
„I Will Wait for You“ aus Die Regenschirme von Cherbourg (Les Parapluies de Cherbourg) – Jacques Demy, Michel Legrand
„The Sweetheart Tree“ aus Das große Rennen rund um die Welt (The Great Race) – Henry Mancini, Johnny Mercer
„What’s New Pussycat?“ aus Was gibt’s Neues, Pussy? (What’s New, Pussycat) – Burt Bacharach, Hal David

### Bester Schnitt
präsentiert von Jason Robards
William H. Reynolds – Meine Lieder – meine Träume (The Sound of Music)
Michael Luciano – Der Flug des Phoenix (The Flight of the Phoenix)
Charles Nelson – Cat Ballou – Hängen sollst du in Wyoming (Cat Ballou)
Norman Savage – Doktor Schiwago (Doctor Zhivago)
Ralph E. Winters – Das große Rennen rund um die Welt (The Great Race)

### Beste Tonmischung
präsentiert von Patty Duke und George Hamilton
James Corcoran, Fred Hynes – Meine Lieder – meine Träume (The Sound of Music)
James Corcoran – Michelangelo – Inferno und Ekstase (The Agony and the Ecstasy)
George Groves – Das große Rennen rund um die Welt (The Great Race)
Franklin Milton, A. W. Watkins – Doktor Schiwago (Doctor Zhivago)
Waldon O. Watson – Der Mann vom großen Fluß (Shenandoah)

### Bester Tonschnitt
präsentiert von Yvette Mimieux
Treg Brown – Das große Rennen rund um die Welt (The Great Race)
Walter Rossi – Colonel von Ryans Express (Von Ryan’s Express)

### Beste visuelle Effekte
präsentiert von Dorothy Malone
John Stears – James Bond 007 – Feuerball (Thunderball)
J. McMillan Johnson – Die größte Geschichte aller Zeiten (The Greatest Story Ever Told)

### Bester Kurzfilm
präsentiert von Don Knotts und Elke Sommer
Das Huhn (Le poulet) – Claude Berri
Alpträume (Time Piece) – Jim Henson
Schnee (Snow) – Edgar Anstey
Skaterdater – Marshall Backlar, Noel Black
Wehrhafte Schweiz – Lothar Wolff

### Bester Cartoon
präsentiert von Don Knotts und Elke Sommer
The Dot and the Line – Les Goldman, Chuck Jones
Clay (Clay or the Origin of Species) – Eli Noyes
La gazza ladra – Emanuele Luzzati

### Bester Dokumentarfilm (Kurzfilm)
präsentiert von Milton Berle und Phyllis Diller
To Be Alive! – Francis Thompson
Die Heimat des Dichters Yeats (Yeats Country) – Patrick Carey, Joe Mendoza
Mural on Our Street – Kirk Smallman
Nyitány – Hungarofilm
Point of View – National Tuberculosis Assoc.

### Bester Dokumentarfilm (Langfilm)
präsentiert von Milton Berle und Phyllis Diller
The Eleanor Roosevelt Story – Sidney Glazier
The Battle of the Bulge… The Brave Rifles – Laurence E. Mascott
The Forth Road Bridge – Peter Woosnam-Mills
Let My People Go: The Story of Israel – Marshall Flaum
Sterben für Madrid (Mourir à Madrid) – Frédéric Rossif

### Bester fremdsprachiger Film
präsentiert von Gregory Peck
Das Geschäft in der Hauptstraße (Obchod na korze), Tschechoslowakei – Ján Kadár, Elmar Klos
Blutendes Land (To chóma váftike kókkino), Griechenland – Vasilis Georgiadis
Hochzeit auf italienisch (Matrimonio all’italiana), Italien – Vittorio De Sica
Kwaidan (Kaidan), Japan – Masaki Kobayashi
Lieber John (Käre John), Schweden – Lars-Magnus Lindgren

## Ehrenpreise

### Ehrenoscar
Bob Hope

### Irving G. Thalberg Memorial Award
William Wyler

### Jean Hersholt Humanitarian Award
Edmond L. DePatie

### Scientific and Engineering Award
Arthur J. Hatch
Stefan Kudelski